# Loukee (sjö i Pieksämäki, Södra Savolax)
Loukee är en sjö i kommunen Pieksämäki i landskapet Södra Savolax i Finland. Sjön ligger 101,7 meter över havet. Arean är 65 hektar och strandlinjen är 7,06 kilometer lång. Sjön  ingår i Vuoksens huvudavrinningsområde.   Den ligger omkring 65 kilometer norr om S:t Michel och omkring 270 kilometer nordöst om Helsingfors. 